# 拉特納納加爾
拉特納納加爾是尼泊爾的城鎮，位於該國南部，由巴格馬蒂省負責管轄，處於婆羅多布爾東南面10公里，海拔高度200米，2011年人口46,367。
27°35′N 84°30′E / 27.583°N 84.500°E